# Peropteryx trinitatis
Peropteryx trinitatis es una especie de murciélago de la familia Emballonuridae.

## Distribución geográfica
Se encuentra en el norte de Brasil, Venezuela, Guayana Francesa, Guyana, Trinidad y Tobago, Granada y Aruba.